# Червоная Воля
Черво́ная Во́ля (укр. Червона Воля) — село на Украине, находится в Новоград-Волынском районе Житомирской области.
Население по переписи 2001 года составляет 405 человек. Почтовый индекс — 11710. Телефонный код — 4141. Занимает площадь 2,225 км².

## Адрес местного совета
11760, Житомирская область, Новоград-Волынский р-н, с. Червоная Воля